# Nancie Atwell
Nancie Atwell es una profesora estadounidense que se convirtió en la primera ganadora del Premio Global a la Enseñanza, un premio de 1 millón US$ concedido por la Fundación Varkey a «una innovadora y cariñosa maestra que ha tenido un impacto inspirador en sus estudiantes y comunidad».
Fue galardonada con el Premio a la mejor profesora de inglés de secundaria estadounidense otorgado por el Consejo Nacional de Profesores de Inglés en 2003 y con el Premio Mina P. Shaughnessy otorgado por la Asociación de Lenguas Modernas en 1987.

## Obras
- 1987, In The Middle: New Understandings About Writing, Reading, and Learning.
- Side by Side
- Lessons That Change Writers
- Naming the World: A Year of Poems and Lessons
- The Reading Zone
- Systems to Transform Your Classroom and School